# Wolfgang Hölker
Wolfgang Hölker (* 28. Oktober 1948 in Münster)  ist ein deutscher Verleger.

## Leben
Hölker, Sohn eines Tischlermeisters, lernte den Beruf des Verlagskaufmanns. Er war von  1967 bis 1975 in einer Werbeagentur tätig.  1967 gründete er in Münster eine Galerie. Als Verleger wurde er 1972 mit der Gründung des Hölker Verlags tätig, in dem er mit zunächst zwei Angestellten Kochbücher herausgab.
1977 übernahm Hölker den 1768 gegründeten Coppenrath Verlag. Die Kinderbücher der Serie Felix, von der zwischen 1994 und 2000 drei Millionen Exemplare verkauft wurden,  sowie Prinzessin Lillifee und die dazugehörigen Merchandising-Produkte machten ihn zum Self-made-Millionär. Den Umsatz des Verlags steigerte er von elf Millionen Euro im Jahr 1995 auf 55 Millionen Euro im Jahr 2005.
1986 heiratete er Siggi Spiegelburg (* 1957). Die von Hölker und seiner Frau 1992 gegründete Edition „Die Spiegelburg“ trägt ihren Namen. Aus der Ehe stammen zwei 1986 und 1991 geborene Töchter.
Hölker setzt sich für den Denkmalschutz ein, unter anderem durch die Renovierung  eines Bürgerhauses in Münster, des Mervelder Hofs in Horstmar (Westfälischer Preis für Denkmalpflege 1994) und eines Fachwerkspeichers in Ascheberg. Er initiierte 1999 die Entwicklung des Kreativkais im Münsteraner Stadthafen, an dem der Coppenrath Verlag in einem 9 Millionen Euro teurer Neubau seinen Sitz nahm. Im Hafengebiet ließ er auch die denkmalgeschützte Feuerwache restaurieren, in deren Schlauchturm er und seine Frau wohnen und arbeiten und in der ein Showroom des Coppenrath Verlages untergebracht ist.
Daneben unterstützt er gemeinnützige Einrichtungen und Organisationen.

## Auszeichnungen
- 2010: Verdienstorden des Landes Nordrhein-Westfalen[11][12][13]
- 2015: Bundesverdienstkreuz am Bande[2][14][15]